# گنجینه آرسیست
گنجینهٔ آرسیست یک دفینهٔ نقره‌ای روم باستان است که در شهر آرسیست در شمال ایتالیا کشف شد. این گنجینه بلافاصله پس از کشف در سال ۱۹۰۰ به دست موزهٔ بریتانیا رسید. به گفتهٔ محققان، اهمیت این گنجینه به دلیل کامل بودن مجموعه، کیفیت بالای صنعتگری و مواد به کار رفته در ساخت آن، و همچنین حفظ و نگهداری بسیار خوب آن است.

## کشف
این گنجینه در سال ۱۹۰۰ در آرسیست در استان وارزه پیدا شد و تقریباً بلافاصله توسط آدولف راجر خریداری شد که سپس آن را به موزهٔ بریتانیا فروخت.

## توصیف
گنجینهٔ آرسیست از پنج شیء تشکیل شده است که همگی از نقره ساخته شده‌اند. این اشیاء شامل یک پارچ، یک فنجان (که هر دو دستهٔ آن‌ها اکنون گم شده‌اند)، یک الک، یک ملاقه و یک کاردک هستند. این مجموعه احتمالاً برای هم‌زدن و سرو شراب، چه برای غذا خوردن و چه برای مراسم مذهبی، استفاده می‌شده است. نوشته‌های مختلفی نشان‌دهندهٔ صاحبان قبلی گنجینه هستند - در پایهٔ پارچ این جمله حک شده است: "Utia T(iti) f(ilia) p(ondo)" که می‌توان آن را به «اوتیا دختر تیتوس» ترجمه کرد. بر روی ملاقه این حروف لاتین حک شده است: "T. Uti V(ibi) f(ili) p(ondo) III sc(ripula) IV"، که می‌توان آن را به «این ملاقه متعلق به تیتوس اوتیوس، پسر ویبیوس است و وزن آن سه پوند رومی و چهار اونس است» ترجمه کرد. تیتوس اوتیوس احتمالاً یک شهروند رومی بوده و پدر اوتیا بوده که در پارچ به او اشاره شده است.

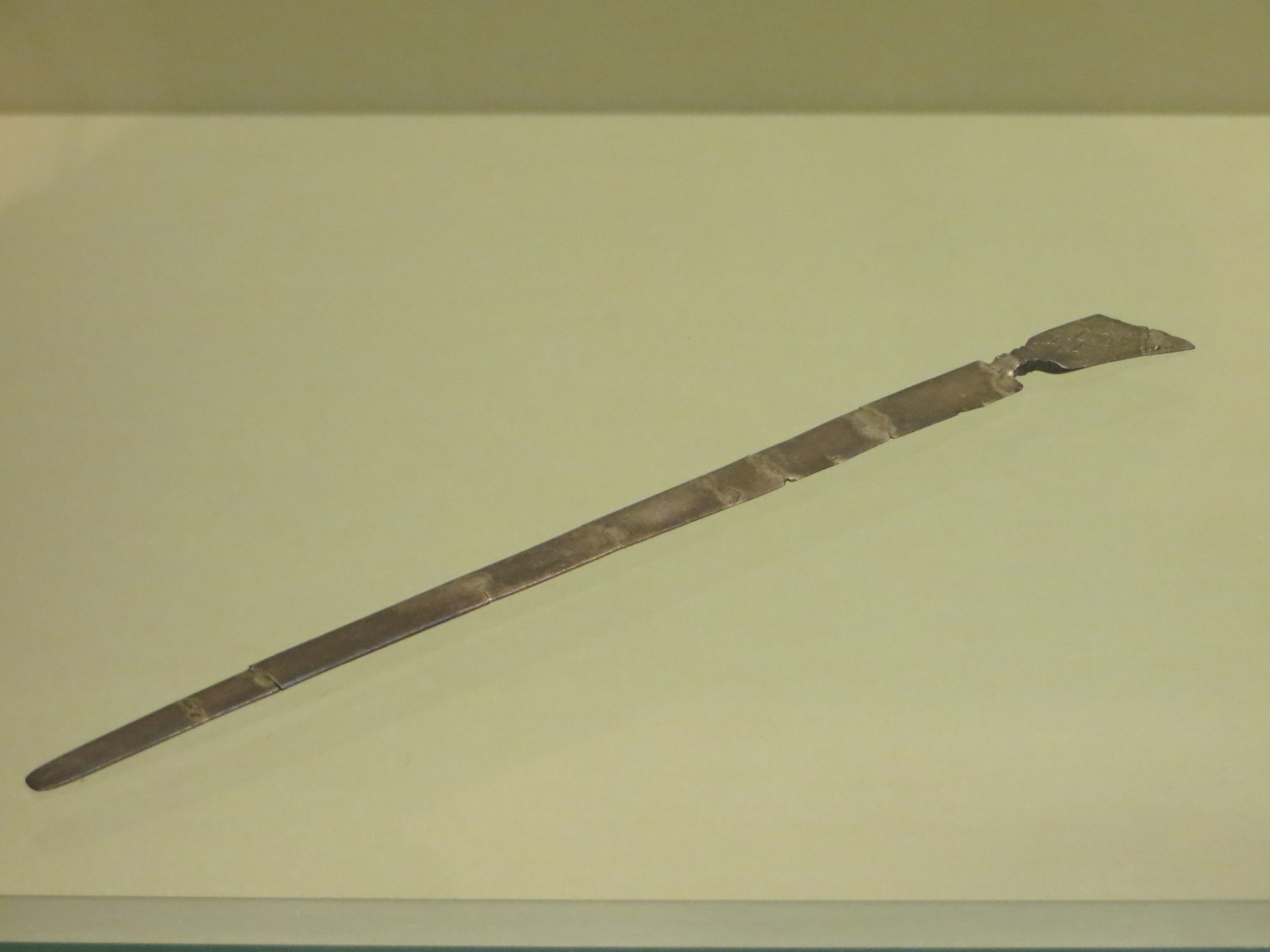
کاردک نقره‌ای از گنجینه.